# Dead Space - La forza oscura
Dead Space - La forza oscura (Dead Space: Downfall) è un film d'animazione direct-to-video nel quale sono narrati gli eventi precedenti a quelli presentati nel videogioco Dead Space.
Il DVD, inizialmente allegato alla edizione limitata del gioco (Dead Space Ultra Limited Edition) è successivamente uscito anche in formato Blu-ray e DVD per la vendita singola. In Italia è disponibile dal 4 dicembre 2008, col titolo Dead Space - La forza oscura.

## Trama
2503. Su Aegis VII, la geologa Jennifer Barrow e due colleghi, indagando sull'origine di misteriose attività sismiche, trovano un Marchio, un misterioso manufatto alieno venerato dal culto religioso terrestre noto come "Chiesa di Unitology", in un luogo che mostra segni di attività umana di secoli precedente la colonia. La Chiesa invia la Planet Craker (una nave capace di "spaccare" i pianeti per recuperare le risorse) USG Ishimura per recuperare il Marchio con la scusa di dover "aprire" il pianeta per cercare risorse.
Nonostante la scoperta che i coloni di Aegis VII sono inspiegabilmente caduti nella paranoia più totale e si sono massacrati tra di loro, il capitano Mathius ed il dottor Kyne ordinano di caricare a bordo il manufatto nonostante il parere contrario del capo della sicurezza Alissa Vincent. Dopo aver "aperto" il pianeta, l'equipaggio perde i contatti con la colonia ormai invasa da mostruose creature deformi, i Necromorfi. La stessa Barrow, impazzita, si suicida davanti al marito Colin e quest'ultimo, mentre cerca di arrivare sull'Ishimura con una navetta, viene ucciso da un Infector (una creatura che infetta i cadaveri e li trasforma in necromorfi) che poi si nasconde nella nave mentre il dottor Kyne vede i cadaveri dei coniugi "convertirsi" in necromorfi.
Ben presto i necromorfi invadono l'obitorio della nave e la squadra di sicurezza, composta da Vincent, Shen, Ramirez, Hanson, Dobbs e Pendleton va ad indagare, scoprendo che le creature hanno già ucciso alcuni membri dell'equipaggio e stanno occupando la nave. Durante alcuni scontri muoiono Dobbs e Pendleton mentre Samuel Irons, ingegnere e membro di Unitology, salva Hanson e si unisce alla squadra. Intanto Kyne, dopo aver cercato di sedare Mathius (ormai preda della paranoia) a averlo ucciso accidentalmente, fa espellere tutte le capsule e le navette vuote fuori dall'Ishimura, condannando sé stesso e l'equipaggio sopravvissuto.
La squadra di sicurezza, cercando di arrivare al ponte, viene attaccata da altri necromorfi e Hanson, impazzito, uccide Shen e aggredisce Vincent solo per essere ucciso da Ramirez. Questi ultimi, grazie al sacrifico di Irons, riescono a salvare alcuni membri sopravvissuti (tra cui Nicole Brennan) e raggiungono il dottor Kyne mentre sta disattivando i motori della nave per farla schiantare su Aegis VII. Ramirez muore mentre Kyne, prima di scappare, avverte Vincent che il Marchio è dietro a tutti gli orribili eventi.
Esausta e colpita dalle prime allucinazioni (segno che il Marchio la sta "infettando") Vincent si avvicina al manufatto, a cui i necromorfi stanno alla larga, registra un messaggio in cui racconta gli eventi e dopo aver lanciato un segnale d'emergenza, apre le porte dell'hangar, finendo nello spazio siderale insieme ai necromorfi lì presenti. Nel finale la USG Kellion si avvicina alla Ishimura dopo aver ricevuto il segnale di soccorso.

## Differenze con il videogioco
Tra Dead Space - La forza oscura ed il videogioco Dead Space sono molte le differenze:
- Il design del ponte dell'Ishimura è differente: lo schermo per la diagnostica del pianeta è posto al centro della sala principale, nel cartone animato, mentre nel videogioco è posto da tutt'altra parte, precisamente nel luogo d'incontro tra Isaac e Hammond.
- Durante il film, si notano fasci di luce blu che mantengono saldo il frammento gigantesco del pianeta all'astronave: nel gioco non sono visibili.
- I produttori avrebbero voluto aggiungere un mostro esclusivo nel film, una sorta di mastodontico mastino con doppia testa e con tronchi umani vivi sulla schiena chiamato Graverobber (Ladro di Tombe), poi rimosso in post produzione.
- C'è una scena in cui Alissa combatte contro il dottor Kyne nella cella centrifuga visitabile nel capitolo 3 del videogioco: si sarebbe dovuto introdurre un nuovo mostro esclusivamente nel film, invece il mostro in questione, il rigeneratore, dev'essere affrontato nel gioco.
- Alcune scene visibili sia in La forza oscura che Dead Space hanno subito variazioni varie. Alcuni dialoghi tra il Capitano Mathius ed il dottor Kyne, nel film più truculenti, e l'annuncio d'arrivo da parte di Kellion alla fine del film ed all'inizio del gioco verso l'Ishimura sono due esempi effettivi.
- Il film termina con il Marker nell'hangar in cui Kellion atterra nel videogioco. Il marker dovrebbe dunque trovarsi li, appena giunti sulla Ishimura ma, erroneamente, viene rispedito nel magazzino da cui era stato estratto.
- Vi è un errore di doppiaggio nella versione italiana: il manufatto alieno viene infatti chiamato "Marcatore" anziché "Marchio".
- Nel film l'infezione aliena si diffonde rapidamente, nell'arco di poche ore. Nel gioco, invece, sembra persistere, ma diffondersi molto più lentamente, avendo potuto gli scienziati esaminare l'agente principale, e formulare ed, eventualmente, inoculare in provette una cura. Pare, inoltre, che abbiano tentato di riparare la nave, essendosi l'infezione sparsa in due giorni.
- Challus Mercer e Jacob Temple, benché presenti nel videogioco, sono qui assenti.
- I Necromorfi sono maggiormente sagaci nel film che nel gioco, essendo capaci di braccare la squadra d'intervento in una strettoia e di bloccare loro le già concise vie di fuga.
- Nel film, il dottor Kyne elimina incidentalmente il Capitano dell'Ishimura, perforandogli l'occhio destro con una siringa, perché quest'ultimo, controllato dall'Unica Mente, sventatamente lo stava ferendo a mani nude. Nel gioco, invece, il capitano viene bloccato e sottoposto ad una dose di tranquillante ma, come mostrato, per incidente o no, viene ucciso da Kyne.
- In un momento portante del film, si riscontra l'ambigua capacità del Marker di poter allontanare i Necromorfi, quando invece nel gioco, leggendo dei testi di bordo, è possibile scoprire che l'artefatto non permette la riproduzione di Necromorfi in un certo raggio d'azione, ma comunque permette loro d'agire.
- Tra i tanti, v'è un grosso errore di continuità: tutte le navicelle di salvataggio vengono scagliate al di fuori della Ishimura, eppure Hammond riesce ad intrappolare un Necromorfo in una di esse durante il gioco, e a scagliarlo all'esterno.
- Le pistole usate dai poliziotti usano proiettili convenzionali, mentre nel gioco si trovano soltanto armi ad energia.
- Le lame al plasma, nel film funzionano come spade laser. Invece nel gioco sono come pistole.
- Non si fa riferimento al punto debole dei Necromorfi. Il loro punto debole è l'amputazione degli arti. Invece dei colpi sulla testa, il meccanico rosso dice soltanto che con le pistole non gli si fa nulla.

## Curiosità
- La ragazza bionda che esita sotto al tavolo al momento del salvataggio di alcuni sopravvissuti da parte del capitano Vincent altri non è che Nicole, la fidanzata di Isaac Clarke in Dead Space.

## Doppiaggio
| Personaggio       | Doppiatore originale     | Doppiatore italiano |
| ----------------- | ------------------------ | ------------------- |
| Alissa Vincent    | Nika Futterman           |                     |
| Dr. Terrence Kyne | Keith Szarabajka         | Pierluigi Astore    |
| Capitano Mathius  | Jim Cummings             | Stefano De Sando    |
| Farum             | Jim Cummings             |                     |
| Samuel Irons      | Kevin Michael Richardson |                     |
| Pendleton         | Kevin Michael Richardson |                     |
| Miner             | Kevin Michael Richardson |                     |
| Shen              | Kelly Hu                 |                     |
| Colin Barrow      | Bruce Boxleitner         |                     |
| Jen Barrow        | Lia Sargent              |                     |
| Ramirez           | Hal Sparks               |                     |
| Leggio            | Jeff Bennett             |                     |
| Dobbs             | Jeff Bennett             | Andrea Lavagnino    |
| Jackson           | Jeff Bennett             |                     |
| Chic              | Jim Piddock              | Christian Iansante  |
| Hansen            | Phil Morris              | Alberto Bognanni    |
| Glenn             | Phil Morris              |                     |
| Donna             | Grey DeLisle             |                     |
| Heather Fawks     | Grey DeLisle             |                     |
| White             | Maurice LaMarche         |                     |
| Bavaro            | Maurice LaMarche         |                     |
| Cartusian         | Bob Neill                |                     |